# جو کامینز
جو کامینز (انگلیسی: Joe Cummins; ۸ آوریل ۱۹۱۰ – ۱۹۹۲ (۸۱−۸۲ سال)) بازیکن فوتبال اهل بریتانیا بود.
از باشگاه‌هایی که در آن بازی کرده‌است می‌توان به باشگاه فوتبال نیوپورت (جزیره وایت) و باشگاه فوتبال ساوت‌همپتون اشاره کرد.